# Liste der Naturdenkmale in Altenbamberg
Die Liste der Naturdenkmale in Altenbamberg nennt die im Gemeindegebiet von Altenbamberg ausgewiesenen Naturdenkmale (Stand 7. März 2024).

## Naturdenkmale
| Nr.         | Bezeichnung | Lage                                               | Beschreibung | Bild                                    |
| ----------- | ----------- | -------------------------------------------------- | ------------ | --------------------------------------- |
| ND-7133-425 | Frauenkopf  | südlich des Ortes, am Südhang des Rödelsteins Lage | Felsen       | Direkt Bild zu diesem Denkmal hochladen |